# Lento Violento Man - La musica che pesta
Lento Violento Man - La musica che pesta è una compilation prodotta da Gigi D'Agostino. È stata dapprima distribuita durante il live alla discoteca Altromondo di Rimini il 20 luglio 2007 e, in seguito, fatta uscire il 27 e 28 luglio 2007, in tutti i negozi di dischi. La compilation è divisa in due cd da 19 tracce, non mixate, ciascuno. Gigi D'Agostino ha proposto, a breve distanza da Lento Violento... e altre storie, un altro lavoro caratterizzato dal suo genere: il lento violento.
Quasi tutti i brani contenuti nei cd hanno sonorità molto lente, grezze e contraddistinte da una cassa molto presente e dura. Alternativamente il dj torinese ha inserito anche alcuni pezzi "più tranquilli" e melodici. Molte canzoni hanno fatto da cornice ai numerosissimi live di Gigi D'Agostino nelle discoteche di tutta Europa e sono state riproposte per la prima volta al grande pubblico, anche se sono, prevalentemente, inizialmente nate come brevi campionari utili fra un mixaggio e l'altro ai live. La maggior parte dei brani è stata prodotta con lo pseudonimo di Lento Violento Man; nella compilation Gigi D'Agostino si è avvalso della collaborazione di Mr. Dendo, dei Moto Remoto e di Zeta Reticuli, che hanno firmato alcuni pezzi, senza scordare i collaboratori di fiducia Luca Noise e DJ Pandolfi, il quale ha contribuito anche al progetto Ultramax.

## Tracce

### CD 1
1. Mondo Dag 6 (Gigi D'Agostino)
2. The Maranza (Lento Violento Man)
3. Quando dico (Lento Violento Man)
4. Reparto presse (Lento Violento Man)
5. Quoting (Lento Violento Man)
6. Mondo Dag 7 (Gigi D'Agostino)
7. Danzaplano (Lento Violento Man)
8. Distorsione Dag (Lento Violento Man)
9. Vi racconto (Lento Violento Man)
10. Dago 3 (Lento Violento Man)
11. Consorzio agrario (Lento Violento Man)
12. Costruendo (Lento Violento Man)
13. Mondo Dag 5 (Gigi D'Agostino)
14. E la musica la pesta (Lento Violento Man)
15. Carica lenta (Lento Violento Man)
16. Picchia (Lento Violento Man)
17. Puledrino (Lento Violento Man)
18. Tempesta nella giungla (Lento Violento Man)
19. Cicoria lessa (Lento Violento Man)

### CD 2
1. Mondo Dag 9 (Gigi D'Agostino)
2. Zig zag (Lento Violento Man)
3. Ascolta (Moto remoto)
4. Attrezzi e accessori (Lento Violento Man)
5. Carpe dream (Mr. Dendo)
6. Tresca losca (ferramenta mix) (Lento Violento Man)
7. Ok Man (Lento Violento Man)
8. Mondo Dag 3 (Gigi D'Agostino)
9. Trabacando (Ultramax)
10. Contenuto latente (Lento Violento Man)
11. Scelta tetanica (una scelta di vita mix) (Lento Violento Man)
12. Zappa e aratro (Lento Violento Man)
13. Scusa (Moto remoto)
14. Viaggio di maggio (Lento Violento Man)
15. Batte forte (Lento Violento Man)
16. Saldatrice tamarra (Lento Violento Man)
17. Hablando (DJ Pandolfi)
18. Ferro fetente (Lento Violento Man)
19. Taranza (Zeta Reticuli)